# Torsten Meireis
Torsten Meireis (* 8. Mai 1964 in Wiesbaden) ist ein deutscher evangelischer Theologe.

## Werdegang
Von 1983 bis 1985 studierte Meireis evangelische Theologie, Gesellschaftswissenschaften und Philosophie an der Goethe-Universität in Frankfurt am Main, von 1985 bis 1987 an der Ludwig-Maximilians-Universität in München, wo er als wissenschaftliche Hilfskraft bei Klaus Baltzer tätig war, und von 1987 bis 1990 an der Ruprecht-Karls-Universität. Er legte 1990 das erste theologische Examen vor dem Prüfungsausschuss der EKHN ab. Während des Promotionsstudiums (1990–1993) in Heidelberg bei Wolfgang Huber als Promotionsstipendiat der Hessischen Lutherstiftung lehrte er am Theologischen Konvikt Frankfurt am Main. Nach dem Examen Rigorosum legte er 1994 die Promotion durch die Theologische Fakultät der Universität Heidelberg Prädikat mit summa cum laude ab. Parallel war er ab 1993 Vikar, ab 1996 Pfarrer in Frankfurt am Main.
Die Tätigkeit als Wissenschaftlicher Assistent an der Universität Münster ab 2000 nutzte Meireis für die Erstellung einer Habilitationsschrift über Tätigkeit und Erfüllung. Protestantische Ethik im Umbruch der Arbeitsgesellschaft. 2007 wurde er Dozent und Schulpfarrer an der Pädagogischen Akademie Elisabethenstift in Darmstadt. Von 2010 bis 2016 lehrte er als außerordentlicher Professor für Systematische Theologie/Ethik an der Theologischen Fakultät der Universität Bern. Seit 2016 lehrt er als Professor für Systematische Theologie mit Schwerpunkt Ethik und Hermeneutik an der Humboldt-Universität zu Berlin und ist Direktor des Berlin Institute for Public Theology. Hier verantwortet er u. a. die Werner-Reihlen-Vorlesung und ist Ephorus der Stiftung Johanneum. 2019 war er Fachberater des FWU-Films Die Bergpredigt. Seit 2022 ist Meireis zudem außerordentlicher Professor für Systematische Theologie und Ekklesiologie an der Universität Stellenbosch.
Seine Forschungsschwerpunkte und -interessen sind Ethik der Nachhaltigkeit (Nachhaltigkeit und Entwicklung, kulturelle Nachhaltigkeit), Ethik des Sozialen (Wohlfahrtsstaatsvergleich, Fragen der Verteilungsgerechtigkeit), Wirtschaftsethik (Digitalisierung der Wirtschaft, Ethik der Arbeit), politische Ethik (Religion und Demokratie, Neo-Nationalismus), Friedensethik (Gerechter Frieden, Theorie rechtswahrender Gewalt) und Medizin- und Pflegeethik (Gerechtigkeit im Gesundheitswesen, Pflegeethik).